# Медаль «За відмінну службу в Збройних силах» (США)
Меда́ль «За відмі́нну слу́жбу в Збро́йних си́лах» (США) (англ. Defense Superior Service Medal) — військова нагорода США. Медаль належить до однієї з найпрестижніших військових нагород, що вручаються міністерством оборони США, що присвоюється військовослужбовцям країни, котрі «відзначилися відмінним виконанням службового обов'язку на посаді з високим ступеням відповідальності».
Нагорода була заснована 6 лютого 1976 наказом Президента країни 11904 Дж. Фордом і вручається від імені Державного секретаря міністерства оборони. Як правило, медаль вручається генералітету та адміралам Збройних сил США; нарогодження старших офіцерів відбувається значно рідше. По аналогії цю нагороду часто порівнюють з Легіоном Заслуг, хоча цією медаллю нагороджують під час виконання службових обов'язків в об'єднаних формуваннях або структурах управління Збройних сил.

## Критерії нагородження
Медаль «За відмінну службу в Збройних силах» — це друга за значущістю військова нагорода Міністерства оборони Сполучених Штатів, для нагородження за заслуги, не пов'язані з бойовими діями, і друга за значущістю нагорода за міжвидову службу. Міністр оборони вручає її військовослужбовцям Збройних сил США, які виконують високовідповідальні обов'язки. Ця служба має бути частиною спільної діяльності. Нагорода, як правило, призначається на період часу, що перевищує 12 місяців і охоплює період повного виконання цих обов'язків. Військовослужбовці, призначені або відряджені до складу Об'єднаної оперативної групи як особи, а не у складі конкретного військового підрозділу, також мають право на нагородження цією відзнакою. Нею також була нагороджена невелика група американських військових офіцерів, які були астронавтами, за службу, що передувала та в ході місій космічних човників із секретними та несекретними корисними навантаженнями в інтересах Міністерства оборони. У цих випадках 12-місячний період часу вважався таким, що включає період навчання перед польотом, який зазвичай перевищував рік.
Особовий склад спецпідрозділів має право на отримання особистих відзнак від командування власного виду Збройних сил. Медаль «За відмінну службу в Збройних силах» особливо визнає винятково високу службу та відзначає досягнення людини протягом тривалого періоду. Об'єднані нагороди або нагороди Міністерства оборони, включаючи медаль «За відмінну службу в Збройних силах», можуть присуджуватися посмертно.

## Опис
На момент створення, а також через те, що вона була б трохи нижчою за медаль «За видатну службу в Збройних силах», що надавалася за аналогічні заслуги, було вирішено використовувати той самий дизайн, що й медаль «За видатну службу в Збройних силах», оброблену сріблом, а не золотом, і з відповідними змінами написів на зворотному боці медалі.
Медаль виготовлена з металу сріблястого кольору з блакитною емаллю, має висоту 1+7⁄8 дюймів (4,8 см). На аверсі зображено срібного американського орла, накладеного на середній синій п'ятикутник. Орел має розпростерті крила, а на його грудях — щит Сполучених Штатів. У його кігтях три схрещені срібні стріли. Кінчики крил охоплюють арку зі срібних п'ятикутних зірок, що оточують верх і боки п'ятикутника, а низ оточений срібним вінком, що оточує основу, що складається з лаврової гілки зліва та оливкової гілки справа.
Реверс простий, за винятком напису вгорі «За високу службу». Нижче в п'ятикутнику напис From The Secretary of Defense To.
Медаль підвішена до стрічки шириною 1+3⁄8 дюйма (3,5 см), яка складається з таких вертикальних смуг: золотисто-жовта 3⁄16 дюйма (0,48 см), синя пташка 1⁄4 дюйма (0,64 см), біла 3⁄16 дюйма (0,48 см), червона 1⁄8 дюйма (0,32 см), біла 3⁄16 дюйма (0,48 см), синя пташка 1⁄4 дюйма (0,64 см) золотаво-жовтий 3⁄16 дюйма (0,48 см).
Подальші нагородження «За відмінну службу в Збройних силах» позначаються гронами дубового листя на підвісці та службових стрічках медалі.